# جواو باتيستا فيانا سانتوس
جواو باتيستا فيانا سانتوس (بالبرتغالية: João Batista Viana Santos‏) (20 يوليو 1961 في البرازيل - ) هو لاعب كرة قدم برازيلي في مركز الدفاع، شارك في الألعاب الأولمبية الصيفية 1988. وشارك مع منتخب البرازيل لكرة القدم. أما مع النوادي، فقد لعب مع أتلتيكو باراناينسي وأتلتيكو مينييرو ونادي غواراني ونادي برازيل دي بيلوتاس وUberlândia Esporte Clube ‏.

## وصلات خارجية
- جواو باتيستا فيانا سانتوس على موقع الاتحاد الدولي (مؤرشف)  (الإنجليزية)
- جواو باتيستا فيانا سانتوس على موقع قاعدة بيانات كرة القدم.إي يو (الإنجليزية)
- جواو باتيستا فيانا سانتوس على موقع ناشيونال فوتبول تيمز (الإنجليزية)
- جواو باتيستا فيانا سانتوس على موقع أوليمبيديا (الإنجليزية)
- جواو باتيستا فيانا سانتوس على موقع اللجنة الأولمبية البرازيلية (البرتغالية)